# Fredrik Dversnes
Fredrik Dversnes, né le 20 mars 1997 à Egersund, est un coureur cycliste norvégien, membre de l'équipe Uno-X Pro.

## Biographie
En avril 2021, Fredrik Dversnes remporte le classement général du Tour international de Rhodes.
Il remporte la Route Adélie de Vitré le 31 mars 2023. Dans les deux semaines qui suivent, il s'impose sur la quatrième étape du Région Pays de la Loire Tour dont il prend la deuxième place au classement général et termine troisième de Paris-Camembert. À la fin du mois d'avril, Uno-X Pro annonce l'extension du contrat de Dversnes jusqu'en fin d'année 2026.

## Palmarès sur route

### Par année
- 2018
  - 2e du Roserittet
- 2019
  - 3e du Ronde van Vestkant
- 2020
  - Vainqueur de la Coupe de Norvège
- 2021
  - Classement général du Tour international de Rhodes
  - 2e du Tour te Fjells
- 2023
  -  Champion de Norvège sur route
  - Route Adélie de Vitré
  - 4e étape du Région Pays de la Loire Tour
  - 2e du Région Pays de la Loire Tour
  - 3e de Paris-Camembert
- 2024
  - 3e étape du Tour Poitou-Charentes en Nouvelle-Aquitaine
  - 2e du Tour Poitou-Charentes en Nouvelle-Aquitaine
  - 3e du Région Pays de la Loire Tour
- 2025
  - 5e étape de Tirreno-Adriatico
  - 4e étape de l'Arctic Race of Norway
  - 2e de l'AlUla Tour

### Classements mondiaux
| Année                                 | 2019  | 2020  | 2021 | 2022  | 2023 | 2024 |
| ------------------------------------- | ----- | ----- | ---- | ----- | ---- | ---- |
| Classement mondial                    | 2769e | 1025e | 798e | 1195e | 222e | 192e |
| UCI Europe Tour                       | 1721e | 796e  | 617e | 835e  | nc   | nc   |
|                                       |       |       |      |       |      |      |
| Légende : nc = non classéSource : UCI |       |       |      |       |      |      |